# Escalerosia thoracica
Escalerosia thoracica is een keversoort uit de familie schijnsnoerhalskevers (Aderidae). De wetenschappelijke naam van de soort werd in 1962 gepubliceerd door Luis Báguena Corella.